# 费奥多尔·法拉列耶夫
费奥多尔·雅科夫列维奇·法拉列耶夫（俄语：Фёдор Яковлевич Фалалеев，1899年—1955年），苏联军事人物，空军元帅。空军学院院长。

## 生平
1899年生于维亚特卡省波利扬斯基村农民家庭。小学毕业后在农场工作。1917年春开始在伊热夫斯克兵工厂担任钳工。1918年8月在伊热夫斯克-沃特金斯克起义时投靠布尔什维克，任莫日加革命委员会委员。同年加入俄共（布）。
1919年5月开始在工农红军服役，参加内战。1919年参加东方面军对高爾察克的进攻，1920年被调至西南方面军，与马赫诺和弗兰格尔起义军作战。1920年4月任第13集团军步兵监，1921年秋转任乌克兰指挥部骑兵集群政治副司令。
1922年9月开始担任基辅第4炮兵学校副政委，1924年7月转任波尔塔瓦第14步兵学校政委。1924年10月任马里乌波尔步兵第80师第238团政委。1928年毕业于第三国际高级步校工农红军指挥人员步兵战术进修班，任步兵第240团营长。1929年11月升任团长兼政委。1931年毕业于列宁军事政治学院指挥员训练班。
1932年8月转入空军，分配到斯摩棱斯克。1933年毕业于卡恰军事航空学校。随后在茹科夫斯基空军学院深造。1935年1月至1936年8月任航空兵第4大队大队长兼政委。任职期间没有发生过任何飞行事故。1936年8月至1939年8月任航空兵第116旅旅长。1939年8月被任命为第3集团军和维捷布斯克集团军级集群副司令，主管空军。9月参加波兰战役。1940年6月任红旗第1集团军空军副司令。1941年1月任工农红军空军总监，4月升任空军总部第一副部长。
1941年6月苏德战争爆发后，担任西南方面军第6集团军空军司令。7月升任空军司令。1942年5月至7月担任西南方面军空军司令。同年10月任工农红军空军副司令兼参谋长。1943年5月任苏军空军副司令。1944年2月至4月，因心脏病发作而住院，但很快就重新开始工作。1944年8月晋升空军元帅。1945年4月复任苏军空军副司令兼参谋长。主要参加了顿巴斯、南乌克兰、克里米亞、白俄罗斯、波羅的海、東普魯士等战役战斗。
1945年夏参加波茨坦会议。1946年至1950年任空军学院院长。1950年5月因病退役。1955年8月12日在莫斯科去世。葬于新圣女公墓。
获列宁勋章一枚，红旗勋章三枚，一级苏沃洛夫勋章两枚，一级库图佐夫勋章、二级苏沃洛夫勋章、红星勋章和荣誉勋章各一枚，奖章多枚。

## 军衔
- 空军中将（1942年3月27日）
- 空军上将（1943年3月17日）
- 空军元帅（1944年8月19日）